# Vuoltistunturi
Vuoltistunturi är en kulle i Finland.   Den ligger i den ekonomiska regionen Norra Lappland och landskapet Lappland, i den norra delen av landet, 900 km norr om huvudstaden Helsingfors. Toppen på Vuoltistunturi är 475 meter över havet.
Terrängen runt Vuoltistunturi är huvudsakligen platt. Trakten runt Vuoltistunturi är nära nog obefolkad, med mindre än två invånare per kvadratkilometer.